# Bengans

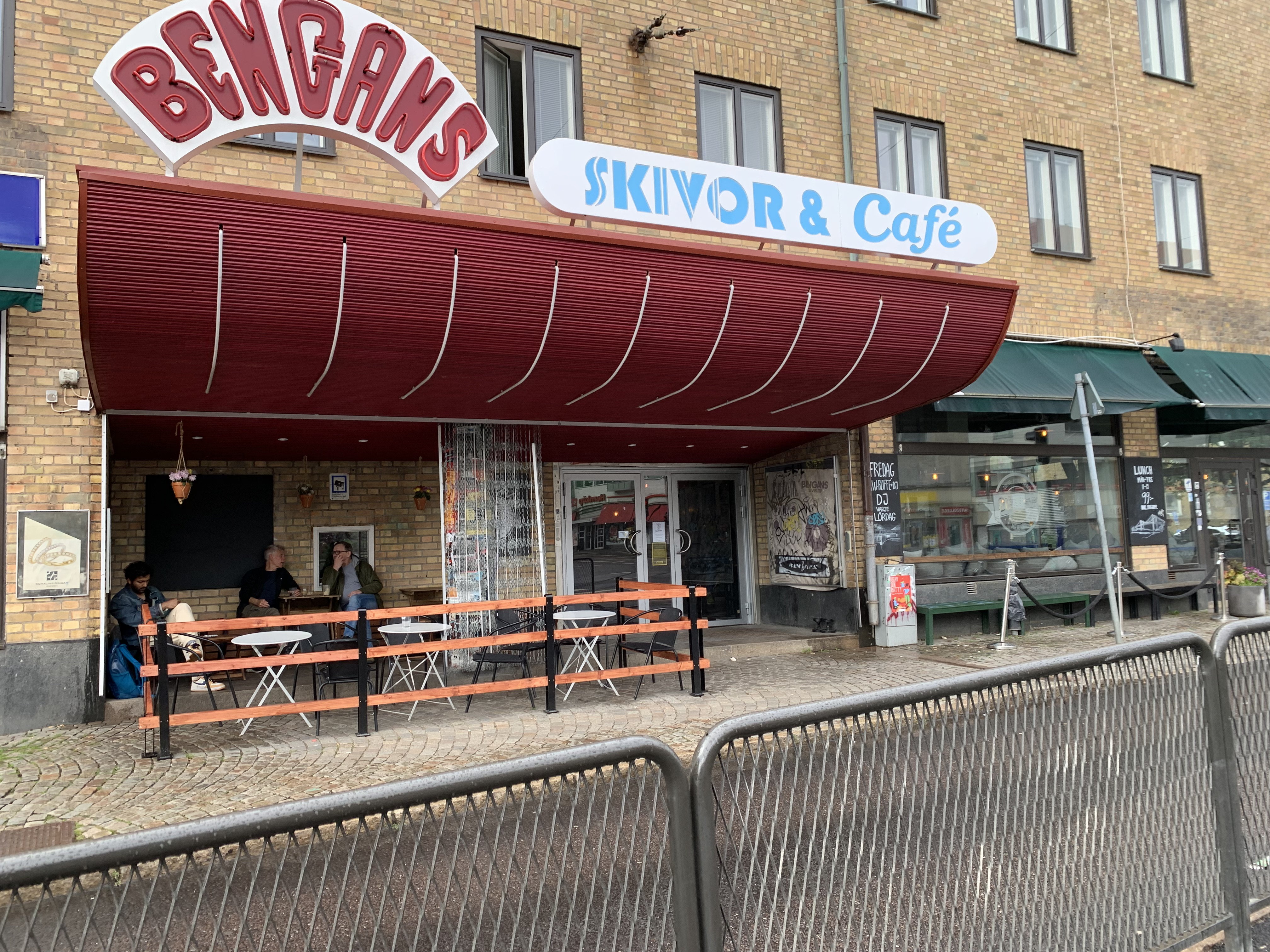
Bengans, 2022

Bengans är en skivbutik och ett café vid Stigbergstorget i Göteborg. 
Bengans startade 1974 av Bengt Brorsson, på Kommendörsgatan 27 i Majorna i en kombinerad Zoo-affär. Brorsson hade bott i USA i början av 1970-talet och tillbaka i Göteborg reagerade han på hur mycket mer skivor kostade i Sverige. Han började därför importera större mängder från England och USA för att pressa priserna. Året efter flyttade butiken tvärsöver till hörnet Kaptensgatan och Allmänna vägen 26, där verksamheten blev kvar till 1986, då den flyttades till biograf Fyrens gamla lokaler på Stigbergstorget. Flytten skedde under samma period när CD-skivorna etablerades, varför Bengans behövde mer plats.
År 1991 övertog Bengans Götabankens lokaler på Stigbergstorget och startade Bengans Audio & Musik - med försäljning av instrument och uthyrning av ljudutrustning. Ungefär samtidigt bildades skivbolaget Bengans med en uttalad målsättning att ge ut Göteborgsbaserad musik som hade svårt att ges ut, eftersom det vid tiden fanns få skivbolag i staden. Något år senare öppnades ytterligare en butik, i den nyrenoverade Centralstationen, nära passagen till Nordstan. De båda butikerna sålde 1995 en halv miljon plattor för 40 miljoner kronor.
Bengans etablerade sig tidigt nationellt genom sin stora import av skivor och sina låga priser, men på 1990-talet var även försäljningen av konsert- och idrottsbiljetter stor. År 1995 såldes 135 000 biljetter till ett värde av 20 miljoner kronor. Samtidigt arrangerade man återkommande konserter i butikslokalen på Stigbergstorget, och David Bowie, Suede och R.E.M är några av många internationella artister som signerat skivor på Bengans sedan starten. Redan 1996 etablerade sig Bengans på nätet och webbplatsen www.bengans.se finns dokumenterade sedan januari 1998. Sedan 2006 finns Bengans även i Stockholm på Drottninggatan och Kista.